# 葛-汪彗星
葛-汪彗星（142P/Ge-Wang）是一顆週期彗星，屬於木星族彗星。
1988年11月4日，中國天文學家葛永良和汪琦使用北京天文台興隆觀測站施密特望遠鏡發現該彗星，但在宣布這項發現時，已經發現了1988年10月11日的彗星照片。
1999年9月15日，葛-汪彗星首次記錄到回歸。